# Chionothremma auriflua
Chionothremma auriflua är en fjärilsart som beskrevs av Diakonoff 1952. Chionothremma auriflua ingår i släktet Chionothremma och familjen vecklare. Inga underarter finns listade i Catalogue of Life.